# 埃米·贾格尔
埃米·贾格尔（英語：Amy Jagger，1908年5月14日—1993年11月17日），生于西約克郡哈利法克斯，英国女子竞技体操运动员。她曾代表英国获得1928年夏季奥运会体操比赛女子团体全能铜牌。